# Margit Nemesházi
Margit Imrené Nemesházi (* 13. Oktober 1943 als Margit Markó in Budapest, Königreich Ungarn) ist eine ehemalige ungarische Sprinterin.

## Sportliche Laufbahn
1962 erreichte sie bei den Europameisterschaften in Belgrad über 100 Meter das Halbfinale.
Bei den Olympischen Spielen 1964 in Tokio wurde sie Siebte in der 4-mal-100-Meter-Staffel und gelangte über 100 Meter ins Halbfinale.
1966 siegte sie bei den Europäischen Hallenspielen in Dortmund über 60 Meter. Bei den Europameisterschaften in Budapest wurde sie Sechste über 100 Meter und Vierte in der 4-mal-100-Meter-Staffel.
Im Jahr darauf siegte sie bei den Europäischen Hallenspielen 1967 in Prag über 50 Meter.
Bei den Olympischen Spielen 1968 in Mexiko-Stadt schied sie über 100 Meter und in der 4-mal-100-Meter-Staffel jeweils im Vorlauf aus.
1971 wurde sie bei den Europameisterschaften in Helsinki Fünfte in der 4-mal-100-Meter-Staffel und scheiterte über 100 Meter in der ersten Runde.
Fünfmal wurde sie Ungarische Meisterin über 100 Meter und einmal über 200 Meter.

## Persönliche Bestzeiten
- 100 m: 11,4 s, 6. September 1964, Budapest
- 200 m: 23,8 s, 26. September 1965, Budapest